# Drimia salteri
Drimia salteri är en sparrisväxtart som först beskrevs av Robert Harold Compton, och fick sitt nu gällande namn av John Charles Manning och Peter Goldblatt. Drimia salteri ingår i släktet Drimia och familjen sparrisväxter. Inga underarter finns listade i Catalogue of Life.